# Matériau absorbant les ondes émises par les radars
Pour les articles homonymes, voir RAM et matériau (homonymie).

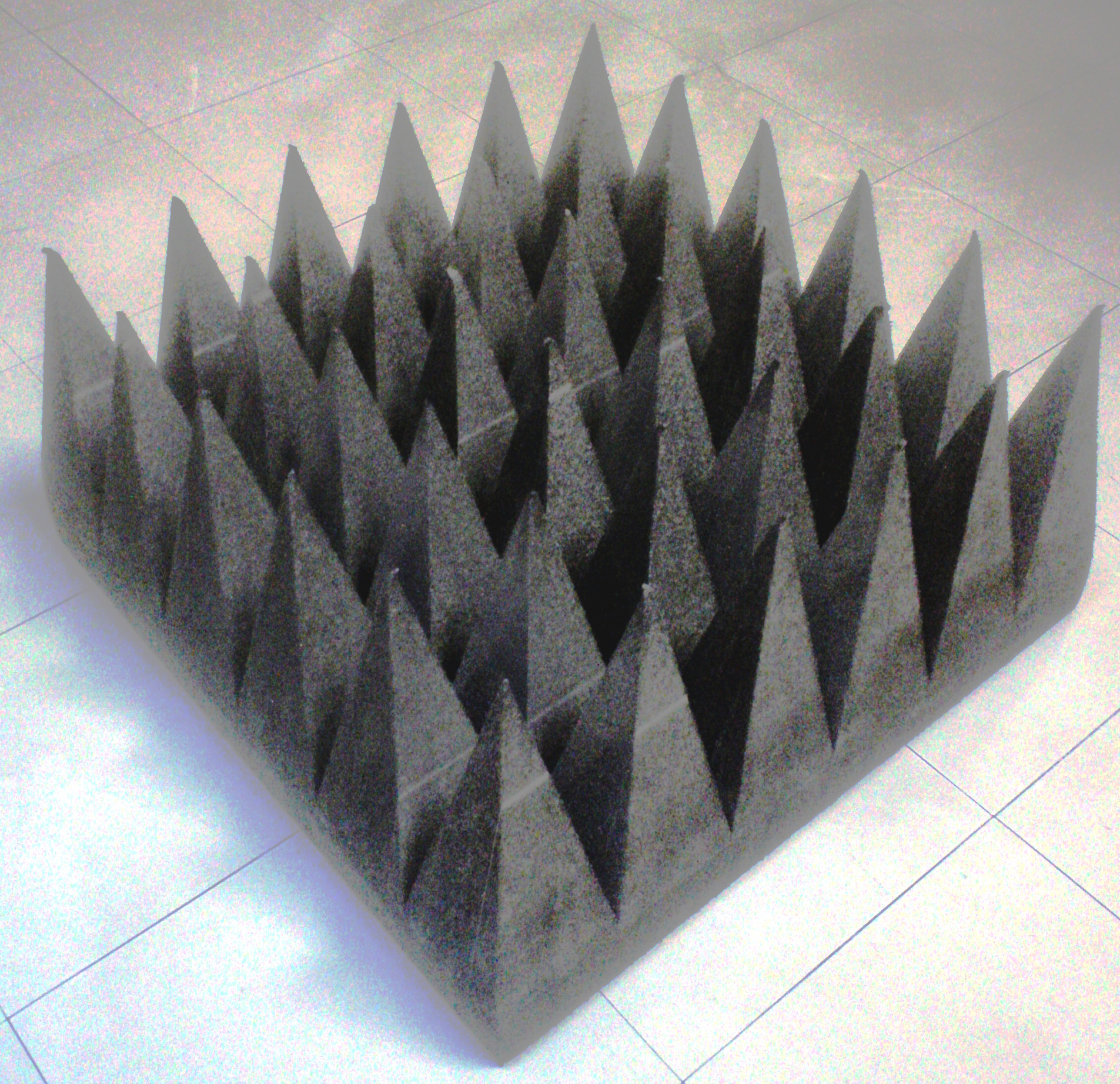
Un exemple d'absorbeur d'ondes radio pyramidal rectangulaire à base de polystyrène.

Les matériaux absorbants les ondes émises par les radars, aussi connu sous l'acronyme anglais de RAM pour Radar Absorbent Materials, sont des matériaux absorbant les ondes dans les longueurs d'onde centimétriques. Ils sont particulièrement utilisés dans la recherche de la furtivité.

## Histoire
Les premiers usages de matériaux RAM sont contemporains de la naissance du radar. Ainsi, pendant la Seconde Guerre mondiale, l'avion britannique D.H. 98 Mosquito construit en grande partie en bois était mal détecté par les radars allemands. Tout au long de la guerre froide des études poussées ont eu lieu, mais peu d'avions en ont bénéficié (Lockheed YO-3A Quiet Star « ultra-silencieux » utilisé au Viêt Nam). C'est seulement à partir des années 1980 qu'ils ont commencé à être utilisés pour les premiers avions furtifs (F-117 et B-2).

## Types de matériaux RAM
- Matériaux « quart d'onde » : la surface de l'avion (ou autre objet) est recouverte d'un revêtement spécial ; il y a réflexion de deux ondes déphasées, celle réfléchie par la carcasse et celle par le revêtement, qui s'annulent en s'additionnant ; idéalement le revêtement et la carcasse réfléchissent chacun la moitié de l'onde incidente et sont séparés par une distance équivalente à un quart de la longueur de l'onde, ce qui fait qu'il y a réflexion de deux ondes en opposition de phase, qui s'annulent totalement en s'additionnant. Ce principe est aussi utilisé pour les verres antireflets. Inconvénient : la matériau "quart-d'onde" fonctionne bien pour une seule longueur d'onde précise et son efficacité diminue d'autant que la longueur de l'onde incidente est éloignée de cette longueur idéale.
- Matériaux absorbant l'onde incidente par transformation d'énergie : le matériau transforme les ondes radar en infrarouge, de sorte qu'il n'y ait pas d'onde réfléchie. Les matériaux sont des carbones ou résines dans lesquels sont noyés des ferrites qui modifient la fréquence de l'onde.
- Matériaux à couches successives déphasantes-absorbantes : couches successives des deux matériaux ci-dessus dont la résistivité diminue progressivement. Cela permet d'absorber les ondes de multiples longueurs d'onde.
- Matériaux à homogénéité d'impédance : plus les différences d'impédance entre l'air (ou autre milieu) et les matériaux sont fortes, plus ces matériaux réfléchissent les ondes radar ; le revêtement idéal est donc composé de couches successives dont l'impédance augmente progressivement. En pratique, ces revêtements sont composés de matériau diélectrique moulé en forme de petites pyramides.

D'autres types de substances ne réfléchissant pas les ondes radar sont à l'étude. 
Les propriétés d'absorbance des plasmas ont souvent été citées, mais elles sont très difficiles à mettre en pratique (bien que les Russes parlent de les utiliser sur les MiG-1.42 et Sukhoï Su-47).